# Маунт-Плезант (Мічиган)
Маунт-Плезант (англ. Mount Pleasant) — місто (англ. city) в США, адміністративний центр Ізабелла штату Мічиган. Населення — 21 688 осіб (2020).
У місті розташований головний кампус Центрального університету Мічигану.

## Географія
Маунт-Плезант розташований за координатами 43°35′48″ пн. ш. 84°46′33″ зх. д. / 43.59667° пн. ш. 84.77583° зх. д. (43.596710, -84.775972).  За даними Бюро перепису населення США в 2010 році місто мало площу 20,28 км², з яких 20,05 км² — суходіл та 0,23 км² — водойми.

## Демографія
Згідно з переписом 2010 року, у місті мешкало 26 016 осіб у 8376 домогосподарствах у складі 3100 родин. Густота населення становила 1283 особи/км². Було 8981 помешкання (443/км²).
Расовий склад населення:
| - 87,6 % — білих - 3,9 % — чорних або афроамериканців - 3,0 % — азіатів - 2,0 % — корінних американців |

До двох чи більше рас належало 2,8 %. Частка іспаномовних становила 3,3 % від усіх жителів.
За віковим діапазоном населення розподілялося таким чином: 11,0 % — особи молодші 18 років, 81,8 % — особи у віці 18—64 років, 7,2 % — особи у віці 65 років та старші. Медіана віку мешканця становила 22,0 року. На 100 осіб жіночої статі у місті припадало 90,0 чоловіків;  на 100 жінок у віці від 18 років та старших — 88,1 чоловіків також старших 18 років.
Середній дохід на одне домашнє господарство  становив 47 791 долар США (медіана — 30 833), а середній дохід на одну сім'ю — 69 326 доларів (медіана — 56 822). Медіана доходів становила 38 717 доларів для чоловіків та 33 028 доларів для жінок. За межею бідності перебувало 43,4 % осіб, у тому числі 38,2 % дітей у віці до 18 років та 12,6 % осіб у віці 65 років та старших.
Цивільне працевлаштоване населення становило 12 559 осіб. Основні галузі зайнятості: освіта, охорона здоров'я та соціальна допомога — 35,1 %, мистецтво, розваги та відпочинок — 26,2 %, роздрібна торгівля — 10,3 %, науковці, спеціалісти, менеджери — 5,2 %.